# Gríðr
Griðr (o Gridr) è una gigantessa della mitologia nordica.
Appartiene alla razza degli Jotnar e sebbene sia una Jotunn vive in pace con gli Aesir.
Ebbe con Odino un figlio di nome Vidarr il quale visse a Jotunheim al suo fianco sino al giorno del Ragnarok.
La sua dimora si chiama Viði ("boscosa") e lì vengono forgiate portentose armi.

## I doni di Griðr
Durante un viaggio nel regno di Jotunheim affiancato dal dio Loki, Thor, il dio del tuono giunse alla casa della gigantessa Griðr la quale, per favorire la sua vittoria sul malvagio re dei giganti, Geirrodhr gli donò tre portentosi oggetti:
- Megingjörð, una cintura che una volta indossata avrebbe raddoppiato la forza fisica del suo portatore;
- Jarngreipr, un paio di guanti di ferro che in futuro avrebbero favorito al dio del tuono una maggiore presa sul manico difettoso del Mjollnir;
- Gridavoir, un bastone di ferro resistentissimo che Thor adoperò fin quando non entrò in possesso del suo mitico martello.